# Córdoba (Messico)
Córdoba è un comune del Messico, situato nello stato federato di Veracruz, il cui capoluogo è Xalapa.
Conta 196.541 abitanti (2010) e ha un'estensione di 159.89 km².
Il nome della località è dedicato a Diego Fernández de Córdoba, viceré della Nuova Spagna.